# Katarzyna Madej
Katarzyna Madej (ur. 7 kwietnia 1964 roku w Łodzi) – polska koszykarka, grająca na pozycji skrzydłowej.
Katarzyna Madej prawie całą karierę koszykarską spędziła w ŁKS-ie Łódź. Na swoim koncie ma 9 medali mistrzostw Polski, w tym 4 z najcenniejszego kruszcu. Pod koniec gry w ŁKS-ie była jego kapitanem. Reprezentantka kraju.

## Sukcesy
- Mistrzostwo Polski – 1982, 1983, 1986, 1995